# Ödön Vaszkó

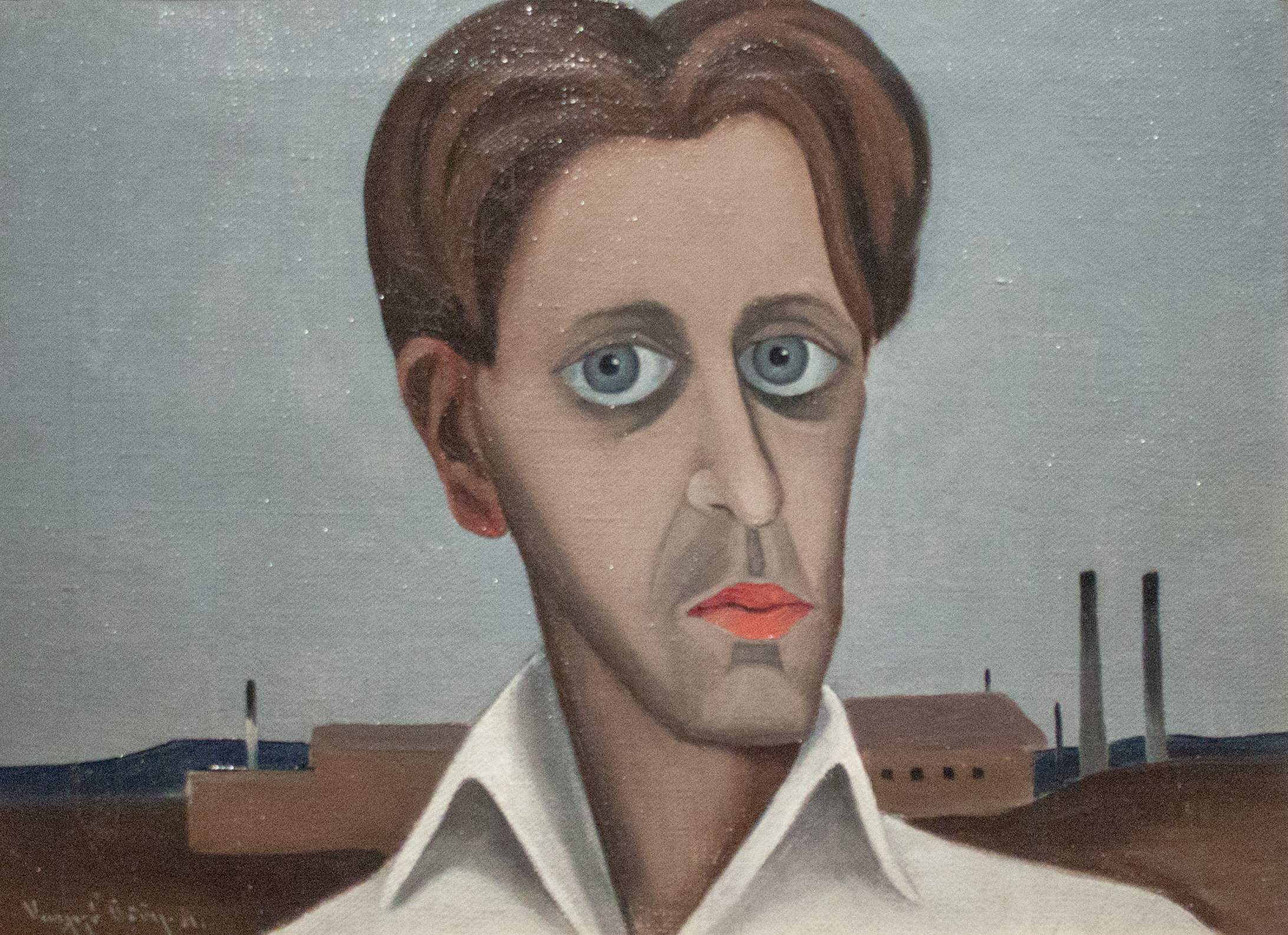
Zelfportret, 1931

Ödön Vaszkó (Pančevo, Oostenrijk-Hongarije, vandaag Servië, 4 juli 1896-Boedapest, 5 januari 1945) was een Hongaars kunstschilder.
Vaszkó studeerde aan de Hongaarse Universiteit voor Beeldende Kunsten. Hij was lid van de Vereniging van Nieuwe Kunstenaars.
- International Standard Name Identifier: 0000 0000 7926 3372
- Virtual International Authority File: 121501837